# Hernád (vas)
Hernád je vas na Madžarskem, ki upravno spada pod podregijo Dabasi Županije Pešta.